# Warschauer Platz
Der Warschauer Platz im Berliner Ortsteil Friedrichshain ist ein Platz, der sich östlich des U-Bahnhofs Berlin Warschauer Straße zwischen Stralauer Allee und Rudolfstraße befindet. Der Platz war im Bebauungsplan der Stadt als Platz L der Abteilung XIV verzeichnet. Am 7. Juni 1896 wurde er wie die bereits existierende, westlich des Bahnhofs verlaufende Verkehrsstraße nach der damaligen polnischen Hauptstadt Warschau benannt. Vor seiner Umbenennung in Warschauer Platz im Jahre 1946 trug er den Namen Am Warschauer Platz.

## Geschichte
Der Platz wurde im Zuge des Bahnhofbaus der U-Bahn ab 1906 angelegt. Seit dem Hobrecht-Plan 1862 hieß das Areal Platz L; bei der ersten Bebauung erhielt er 1906 den Namen Warschauer Platz. Da eine eigene Anbindung zum Güterbahnhof möglich war und andererseits der Osthafen an der Spree nahe war, entstand hier, auf dem Platz des 1893 stillgelegten Wasserwerkes vor dem Stralauer Tor ein neuer Firmenkomplex. Dadurch entstand der Zugang zum neugebauten, damals aus Mietskasernen bestehenden Rudolfkiez und dem ehemaligen Narva-Gelände. Durch die Max-Koch-Passage, benannt nach dem Baustoffhändler Maximilian Koch, wurde ein direkter Zugang zur Warschauer Straße durch das Hochbahn-Viadukt geschaffen.

## Denkmalgeschützte Bauten
Geschützt sind folgende Gebäude:
- Höhere Webeschule, Hausnummer 6 und 8, erbaut 1909–14 von Ludwig Hoffmann, Obj.-Dok.-Nr. 09095136[4]
- Industrieanlage Auergesellschaft, später Osram und Narva, u. a. Hausnummer 9 und 10, erbaut ab 1906 von Theodor Kampffmeyer und Hermann Dernburg, Obj.-Dok.-Nr. 09095123[5]